# Pseudolaelia
Pseudolaelia é um género botânico pertencente à família das orquídeas (Orchidaceae). Foi proposto por Paulo de Campos Porto e Alexander Curt Brade em Arquivos do Instituto de Biologia Vegetal 2: 209, em 1935, quando descreveram a Pseudolaelia corcovadensis. O nome deste gênero é uma referência a semelhança que apresentam as primeiras espécies descritas com as Laelia da América Central, principalmente em relação à longa inflorescência com flores róseas na extremidade.

## Dispersão
O gênero Pseudolaelia é composto por doze espécies rupícolas ou epífitas, de crescimento aéreo desordenado, em áreas muito ensolaradas e mais secas, não raro a pleno sol, ou levemente protegidas em meio ao capim, freqüentemente crescendo emaranhadas a espécies de Vellozia, ou vicejando sobre rochas que recebem sol indireto e onde há maior acúmulo de umidade estando sujeitas com isso à grande amplitude térmica que ocorre entre o dia e a noite; originárias do sudeste brasileiro, a maioria de Minas Gerais, Rio de Janeiro ou Espírito Santo, chegando até o sul da Bahia.

## Descrição
Caracterizam-se por apresentarem rizoma muito longo, algo ascendente, que emitem longas raízes que penetram pelas fendas das rochas em busca de água, e pseudobulbos robustos assim bastante espaçados, fusiformes, alongados ou algo ovóides, de secção redonda, anelados, que lembram os de Cyrtopodium, porém bem menores. Os pseudobulbos comportam de três a sete folhas caducas na parte superior, estas são longas, linear lanceoladas, acuminadas, fibrosas, pouco espessas, algo plicadas. A inflorescência é muito longa, por vezes com mais de um metro, apical, ereta, rígida, delgada, racemosa, raro paniculada, na extremidade comportando até quinze flores pequenas ou de tamanho médio, razoavelmente vistosas, que abrem em sequência, mas diversas permanecendo abertas ao mesmo tempo, róseas ou amarelas.
As flores apresentam segmento bem explanados, porém algumas vezes mostram-se levemente tombadas, com sépalas e pétalas de comprimentos parecidos, geralmente estreitas, as pétalas pouco diferentes das sépalas, quase sempre mais atenuadas para a base ou algo claviformes. O labelo é soldado até a metade da coluna, trilobado, os lobos laterais pequenos, estreitos e longos, elevados ao lado da coluna e projetando-se para a frente, quase dando a impressão de fazerem parte da coluna e não do labelo, o lobo mediano oval e destacado, da mesma cor dos outros segmentos, nas espécies róseas, em regra com grande mancha branca no centro do disco e bordas mais escuras.
A maioria das espécies apresenta apenas venulações ligeiramente mais espessas no disco do labelo, mas algumas apresentam calosidades careniformes rugosas e aveludadas. A primeira espécie com esta característica a ser descoberta, e por essa mesma diferença, foi subordinada por Augusto Ruschi a um novo gênero por ele descrito, Renata. Hoje este gênero é considerado um sinônimo de Pseudolaelia.

## Filogenia
Segundo a filogenia de Laeliinae publicada no ano 2000 em Lindleyana por Cássio van den Berg et al., Pseudolaelia, Isabelia e Constantia constituem um dos oito grandes clados de gêneros que formam essa subtribo. Estes gêneros inserem-se entre Arpophyllum e um outro grupo de pequenas espécies da América Central, dentre os quais Broughtonia é o gênero mais conhecido.

## Espécies
1. Pseudolaelia aromatica Campacci, Colet. Orquídeas Brasil. 7: 246 (2009).
2. Pseudolaelia ataleiensis Campacci, Colet. Orquídeas Brasil. 7: 250 (2009).
3. Pseudolaelia brejetubensis M.Frey, Bradea 9: 34 (2003).
4. Pseudolaelia canaanensis (Ruschi) F.Barros, Acta Bot. Brasil. 8: 15 (1994).
5. Pseudolaelia cipoensis Pabst, Bradea 1: 365 (1973).
6. Pseudolaelia citrina Pabst, Bradea 2: 70 (1976).
7. Pseudolaelia corcovadensis Porto & Brade, Arq. Inst. Biol. Veg. 2: 209 (1935).
8. Pseudolaelia dutrae Ruschi, Bol. Mus. Biol. Prof. Mello-Leitão. Sér. Bot. 1: 40 (1949).
9. Pseudolaelia geraensis Pabst, Orquídea (Rio de Janeiro) 29: 63 (1967).
10. Pseudolaelia irwiniana Pabst, Bradea 1: 366 (1973).
11. Pseudolaelia pitengoensis Campacci, Bol. CAOB 71: 60 (2008).
12. Pseudolaelia vellozicola (Hoehne) Porto & Brade, Arq. Inst. Biol. Veg. 2: 211 (1935).

### Nothospecies
1. Pseudolaelia × perimii M. Frey, Richardiana 5: 159 (2005) = Pseudolaelia brejetubensis × Pseudolaelia freyi